# Kirghizistan ai Giochi della XXXIII Olimpiade
Il Kirghizistan ha partecipato ai Giochi della XXXIII Olimpiade, svoltisi a Parigi dal 26 luglio all'11 agosto 2024, con una delegazione di 16 atleti, 11 uomini e 5 donne, in 5 discipline.
Il portabandiera alla cerimonia di apertura è stato Erlan Sherov.

## Delegazione
| Sport            | Uomini | Donne | Totale |
| ---------------- | ------ | ----- | ------ |
| Atletica leggera | 0      | 1     | 1      |
| Judo             | 2      | 0     | 2      |
| Lotta            | 7      | 3     | 10     |
| Nuoto            | 1      | 1     | 2      |
| Pugilato         | 1      | 0     | 1      |
| Totale           | 11     | 5     | 16     |